# Niesiobędy
Niesiobędy – wieś w Polsce, w województwie mazowieckim, w powiecie przasnyskim, w gminie Krasne.  Leżą nad Pełtą.
Wieś wchodzi w skład sołectwa Żbiki-Kierzki.
Do 2023 miejscowość była częścią wsi Żbiki-Kierzki.
Wierni Kościoła rzymskokatolickiego należą do parafii św. Mateusza w Zielonej.
W latach 1975–1998 miejscowość administracyjnie należała do województwa ciechanowskiego.